# HOOKnSHOOT
HOOKnSHOOT（フックンシュート）は、アメリカ合衆国の総合格闘技団体。1995年にプロレスのプロモーターであるジェフ・オズボーンが創設し、2017年に活動を終了した。NJSACB制定のユニファイドルールおよび修斗ルールの2種類を採用し、2017年時点で北アメリカで2番目に長く続いた総合格闘技団体であった。略称は、HnS。
創設から活動終了までに、2001年にプロ修斗公式戦、2000年にアブダビコンバットの北米予選、2002年にアメリカ初の女子大会の開催および「Absolute Fighting Championship」の開催、2005年に修斗米大陸タイトルマッチなどを行った。2010年9月19日を最後にプロ大会を休止し、以後はアマチュア大会を開催。2014年にUFCを運営するズッファに映像権利を売却した。

## 認定王者
スーパーヘビー級からバンタム級までの王座を認定。
- アーロン・ライリー
- アイヴァン・サラベリー
- アンソニー・ハムレット
- イーブス・エドワーズ
- イアン・フリーマン
- ウェス・シムズ
- エルメス・フランカ
- クリス・ライトル
- ジェニファー・ハウ
- ジェレミー・ホーン
- ジョン・レンケン
- デイブ・メネー
- トラヴィス・ルター
- トラビス・フルトン
- フィル・ジョンズ
- ホルヘ・リベラ
- マーカス・アウレリオ
- 村田一着
- 横井宏考